# Àtic (arquitectura)
En arquitectura, àtic o coronament en àtic és la forma de coronar el cos superior d'una façana destinat a adornar o ocultar la seva coberta (arquitectura). Hi ha diversos tipus de coronament en àtic, aquí es destaquen dos:
- Àtic romà (segles I a V aC): era un bloc rectangular de sostre pla que es posava sobre alguns arcs de triomf i que solia portar una inscripció lusiva. Sobre ell apareixia l'estàtua del comandant victoriós en honor del qual s'havia aixecat el monument. Ha seguit emprant-se en els arcs de triomf de l'art neoclàssic i posteriors (ex. Porta de Brandenburg)
- Àtic escalonat o flamenc (segles xiv a xvi): triangle esglaonat (recorda al gablet) col·locat com a coronament de la façana de les cases del Benelux (antiga Flandes), per tal de dissimular el sostre a dues aigües dels habitatges.

Un Penthouse és un apartament o unitat a la planta més alta d'un edifici d'apartaments, condomini, hotel o torre. Els penthouse es diferencien d'altres apartaments per característiques de luxe.

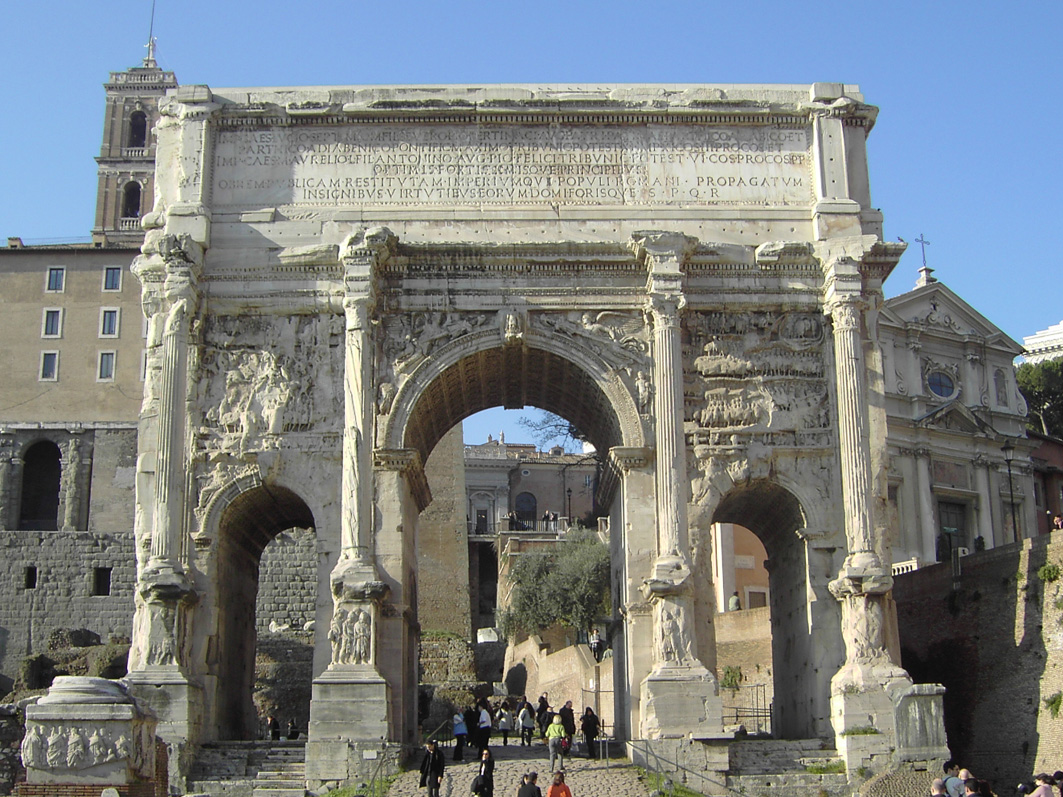
Àtic romà
Àtic neoclàssic
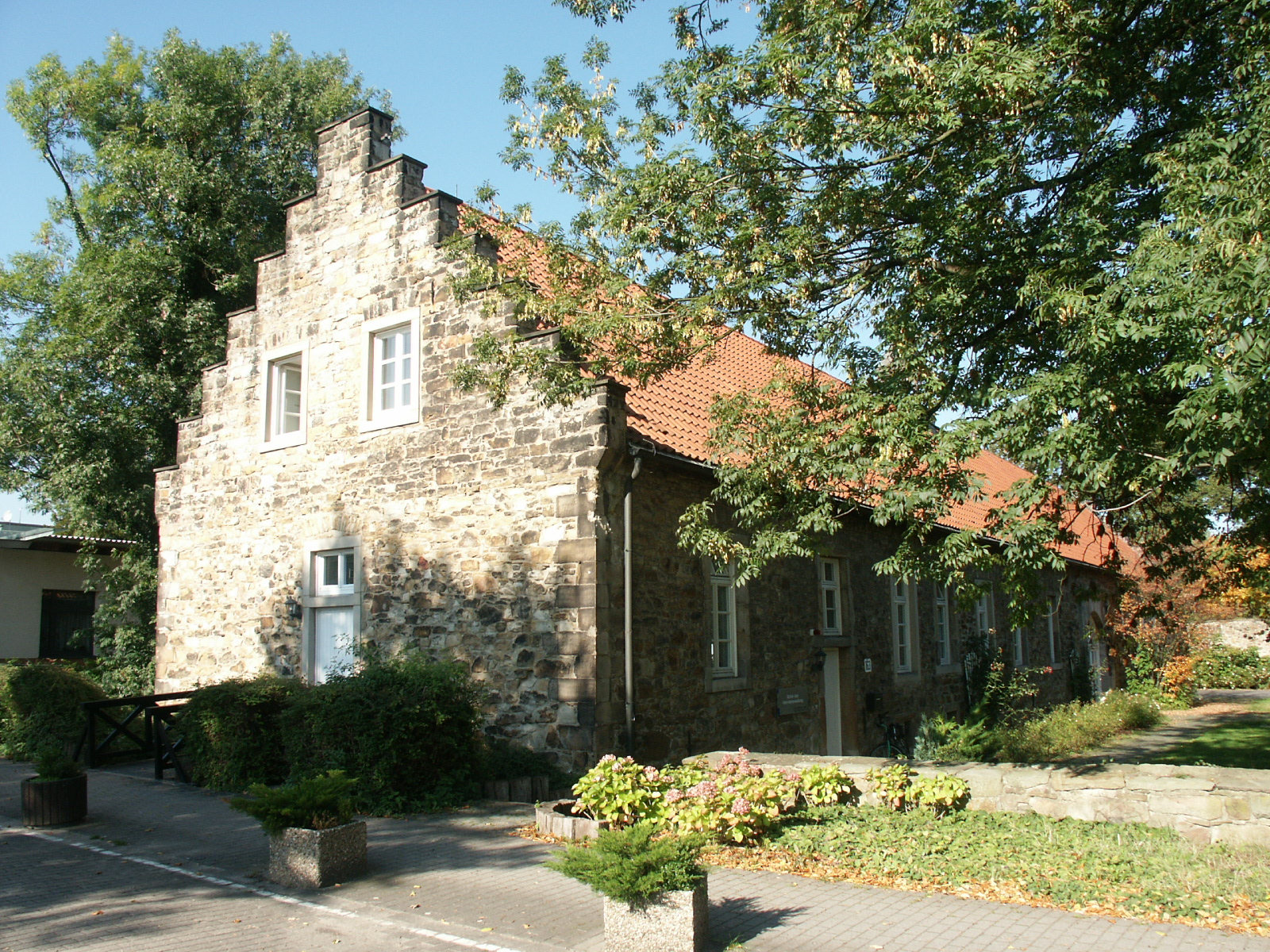
Àtic flamenc